# Zaynab Sadrieva
 (décembre 2023).
Zaynab Sadriyeva (25 novembre 1914, Astrakhan, Empire russe - 31 octobre 1991, Tachkent) était une actrice de théâtre et de cinéma soviétique ouzbèke,,. Elle a été honorée en tant qu'Artiste du peuple de la République socialiste soviétique d'Ouzbékistan en 1952 et a reçu le Prix d'État Hamza de la RSS d'Ouzbékistan en 1979.

## Biographie
Elle est née dans une famille tatare de Kazan. En 1920, son père, Sadridin, a déménagé la famille dans la ville de Kaunchi près de Tachkent, où il a commencé à travailler dans une usine de sucre (aujourd'hui la ville de Yangiyul). Depuis son enfance, elle a absorbé la langue ouzbeke, qui est devenue sa deuxième langue et a façonné l'ensemble de sa carrière. Elle maîtrisait également la langue russe. Pendant ses études dans un collège pédagogique, elle jouait dans des productions théâtrales amateurs. En 1929, elle a rejoint le Théâtre mobile des travailleurs, acquérant ainsi ses premières expériences théâtrales.
À partir de 1932, elle a été actrice au théâtre Hamza (maintenant le Théâtre académique national de théâtre dramatique de l'Ouzbékistan). Elle a créé des personnages vifs, significatifs et profondément dramatiques, dépeignant des femmes volontaires confrontées à des destins difficiles : Vassa Zheleznova, Kruchinina, Lyubov Yarovaya, Glafira dans «Le dernier sacrifice», Feklusha dans «La tempête», entre autres. Le tempérament profond de Zaynab Sadriyeva et sa puissance émotionnelle ont donné une résonance romantique-tragique à ses personnages. Les œuvres de Gorki ont joué un rôle important dans la formation du talent de l'actrice.

## Filmographie
| Rôles de théâtre sélectionnés                                                       | Filmographie sélectionnée                                                                              |
| ----------------------------------------------------------------------------------- | --- |
| «Коварство и любовь» Шиллера, 1936 (Tromperie et amour, Schiller)                   | 1991 — Железный мужчина(Iron Man – Grand-mère)                                                         |
| «Пошшо-aiim» («Бай и батрак» Хамзы, 1939)                                           | 1989 — Каменный идол (Idole de pierre),                                                                |
| «Мать» («Мать» Уйгуна, 1943)(«Mère» («Mère» d'Uygun)                                | 1987 — Уходя, остаются — (En partant, ils restent - Zainab opa)                                        |
| «Харитонова» («За тех, кто в море!» Б. Лавренёва, 1947)(Pour ceux qui sont en mer!) | 1982 — Бабушка-генерал — (Grand-mère générale - Grand-mère Anzirat)                                    |
| «Ксения» («Егор Булычов и другие» М. Горького),                                     | 1961 — Отвергнутая невеста — (Fiancée rejetée - Hôpital)                                               |
| «Фармон-биBI» («Бунт невесток» С. Хусанходжаева, 1976)(Émeute des belles-filles)    | 1961 — Дочь Ганга — (Fille de Ganga - Hemonkori)                                                       |
| «Emilia» (Otello, 1941)                                                             | 1953 — Бай и батрак — (Un serviteur d'un homme riche - Poshshaoim, la première épouse d'hommes riches) |

## Récompenses
- Ordre du Drapeau rouge du Travail
- Prix d'État Hamza
- Artiste du peuple d'Ouzbékistan (1952)